# Колібрі-інка бронзовий
Колі́брі-і́нка бронзовий (Coeligena coeligena) — вид серпокрильцеподібних птахів родини колібрієвих (Trochilidae). Мешкає в Андах.

## Опис

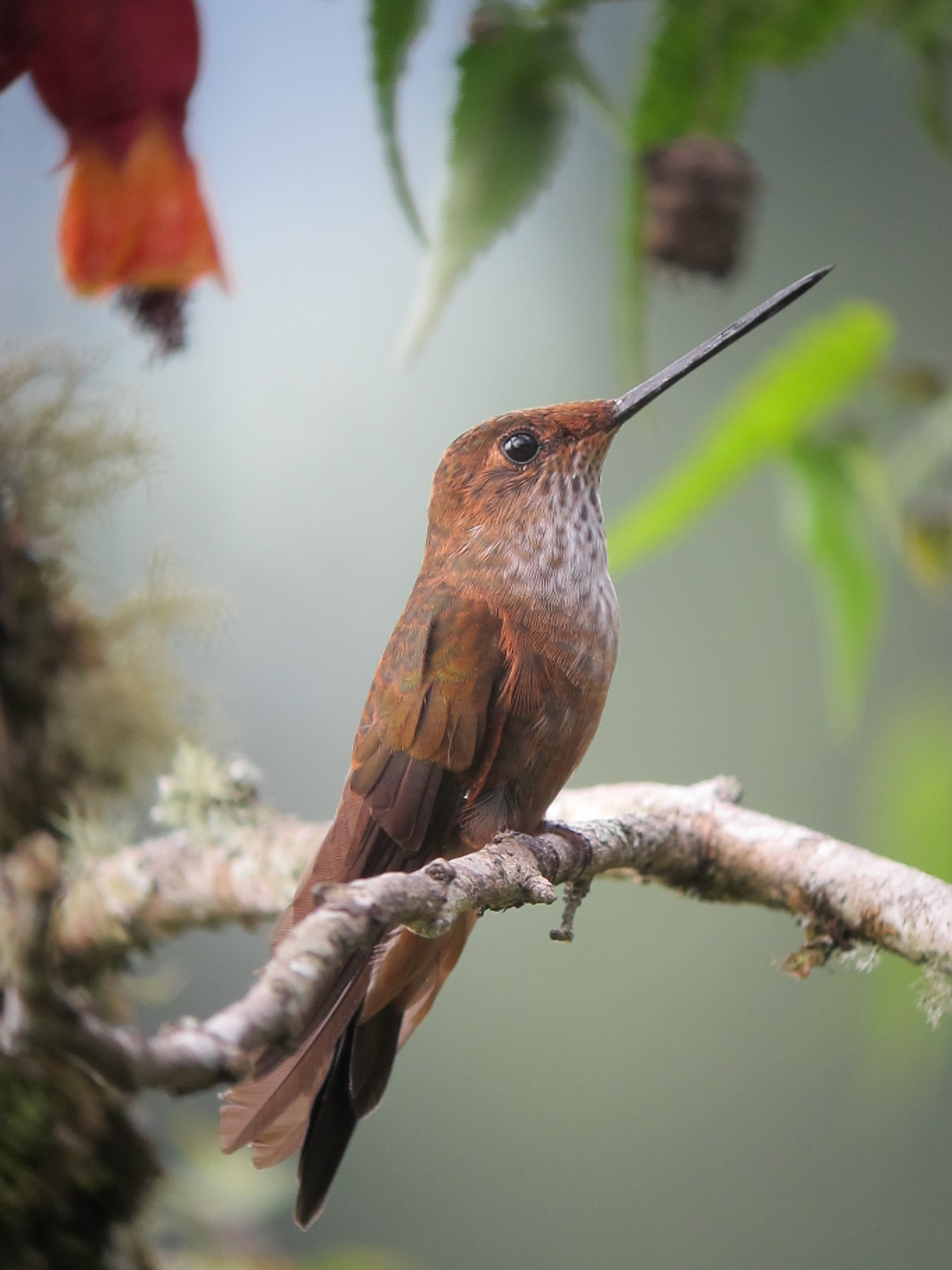
Бронзовий колібрі-інка (Антіокія, Колумбія)

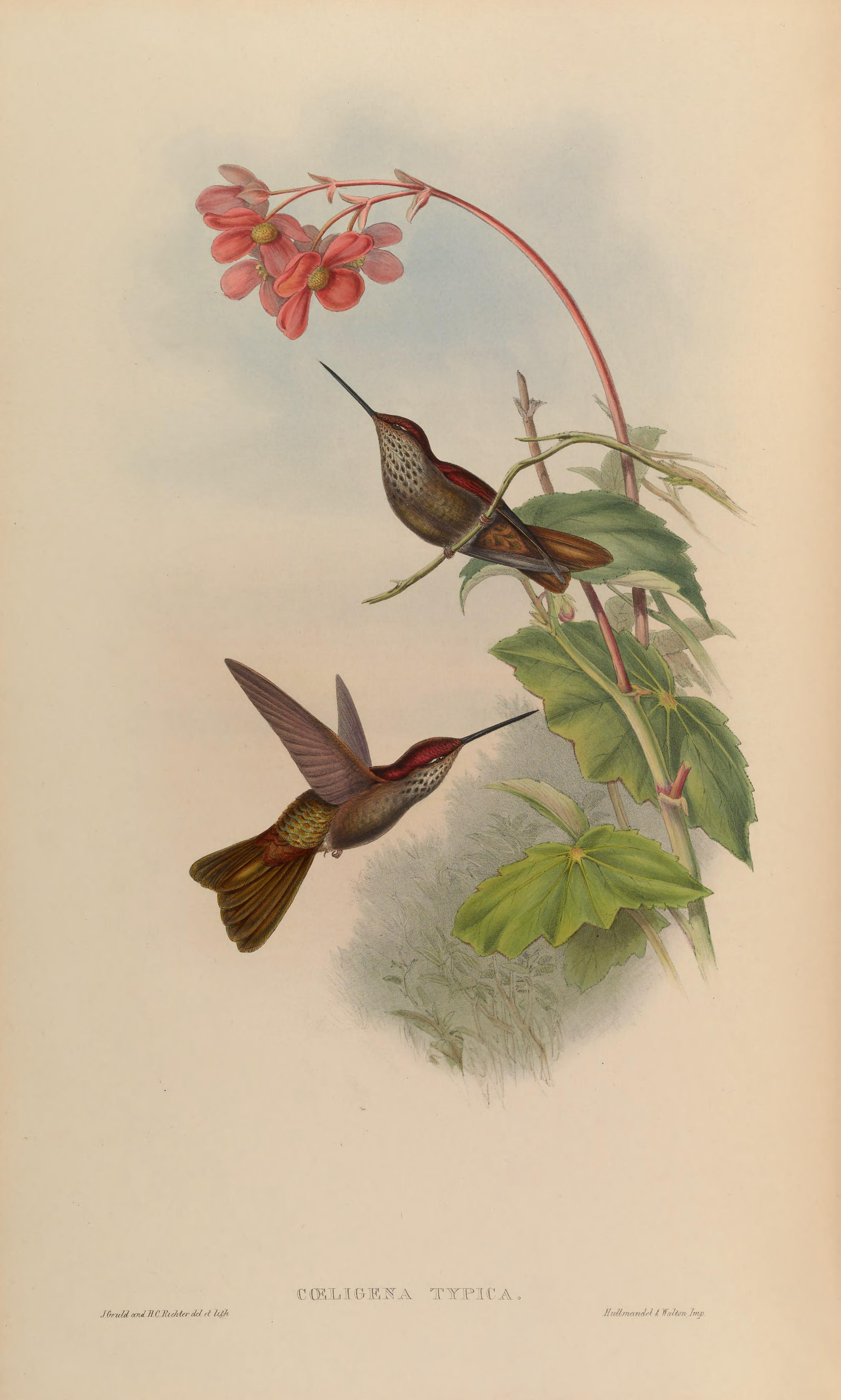
Бронзові колібрі-інки

Довжина птаха становить 14 см, самці важать 7,3 г, самиці 6,2 г. У самців голова і верхня частина тіла темно-бронзово-коричневі з яскравим бордовим відблиском, задня частина спини має зелений відблиск. За очима невеликі білі плямки. Горло і груди поцятковані білими плямами й темно-сірими смугами, решта нижньої частини тіла рудувато-коричнева або коричнева, нижні покривні пера хвоста рудувато-коричневі з коричневими краями. Хвіст роздвоєний, бронзовий. Дзьоб довгий, прямий, чорний, біля основи іноді дещо жовтуватий.
Забарвлення самиць є загалом подібне до забарвлення самців, однак дзьоб у них дещо довший, а хвіст менш роздвоєний. Забарвлення молодих птахів є подібне до забарвлення самиць. Представники підвиду C. c. zuliana мають більш зеленувате і менш бронзове забарвлення, ніж представники номінативного підвиду. Представники підвиду C. c. columbiana є дещо меншими, ніж представники номінативного підвиду, їх оперення має оливковий відтінок. У представників підвиду C. c. ferruginea горло менш біле, а нижня частина тіла більш охриста, ніж у представників номінативного підвиду. Представники підвиду C. c. obscura мають найтемніше забарвлення серед усіх підвидів, спина у них чорнувата, а горло переважно сірувате, а не біле. У представників підвиду C. c. boliviana тім'я поцятковане темно-зеленими плямами, а хвіст у них бронзово-чорнувато-фіолетовий.

## Підвиди
Виділяють шість підвидів:
- C. c. ferruginea (Chapman, 1917) — Західний і Центральний хребти Колумбійських Анд;
- C. c. columbiana (Elliot, DG, 1876) — Східний хребет Колумбійських Анд (на південь до Уїли) і Анди на північному заході Венесуели (Кордильєра-де-Мерида);
- C. c. coeligena (Lesson, RP, 1833) — Прибережний хребет на півночі Венесуели (від Лари до Міранди);
- C. c. zuliana Phelps, WH & Phelps, WH Jr, 1953 — гори Сьєрра-де-Періха (на кордоні Колумбії і Венесуели);
- C. c. obscura (Berlepsch & Stolzmann, 1902) — Анди на крайньому півдні Колумбії (Нариньйьо), в Еквадорі та Перу;
- C. c. boliviana (Gould, 1861) — Анди в центрі й на південному сході Болівії.

## Поширення і екологія
Бронзові колібрі-інки мешкають у Венесуелі, Колумбії, Еквадорі, Перу і Болівії. Вони живуть на узліссях вологих гірських тропічних лісів, іноді на відкритих місцевостях, місцями порослих деревами та на кавових плантаціях. Зустрічаються переважно на висоті від 1500 до 2600 м над рівнем моря.
Бронзові колібрі-інки живляться нектаром різноманітних квітучих рослин, зокрема з родів Fuchsia, Bomarea, Cavendishia, Centropogon, Heliconia і Siphocampylus, переміщуючись за певним маршрутом, а також комахами, яких ловлять в польоті. Іноді захищають кормові території. Гніздо невелике, чашоподібне, робиться з моху і рослинних волокон, розміщується в підліску, на висоті від 1 до 1,5 м над землею. В кладці 2 яйця. Інкубаційний період триває 15—16 днів, пташенята покидають гніздо через 22—24 дні після вилуплення.